# Robin Sharma

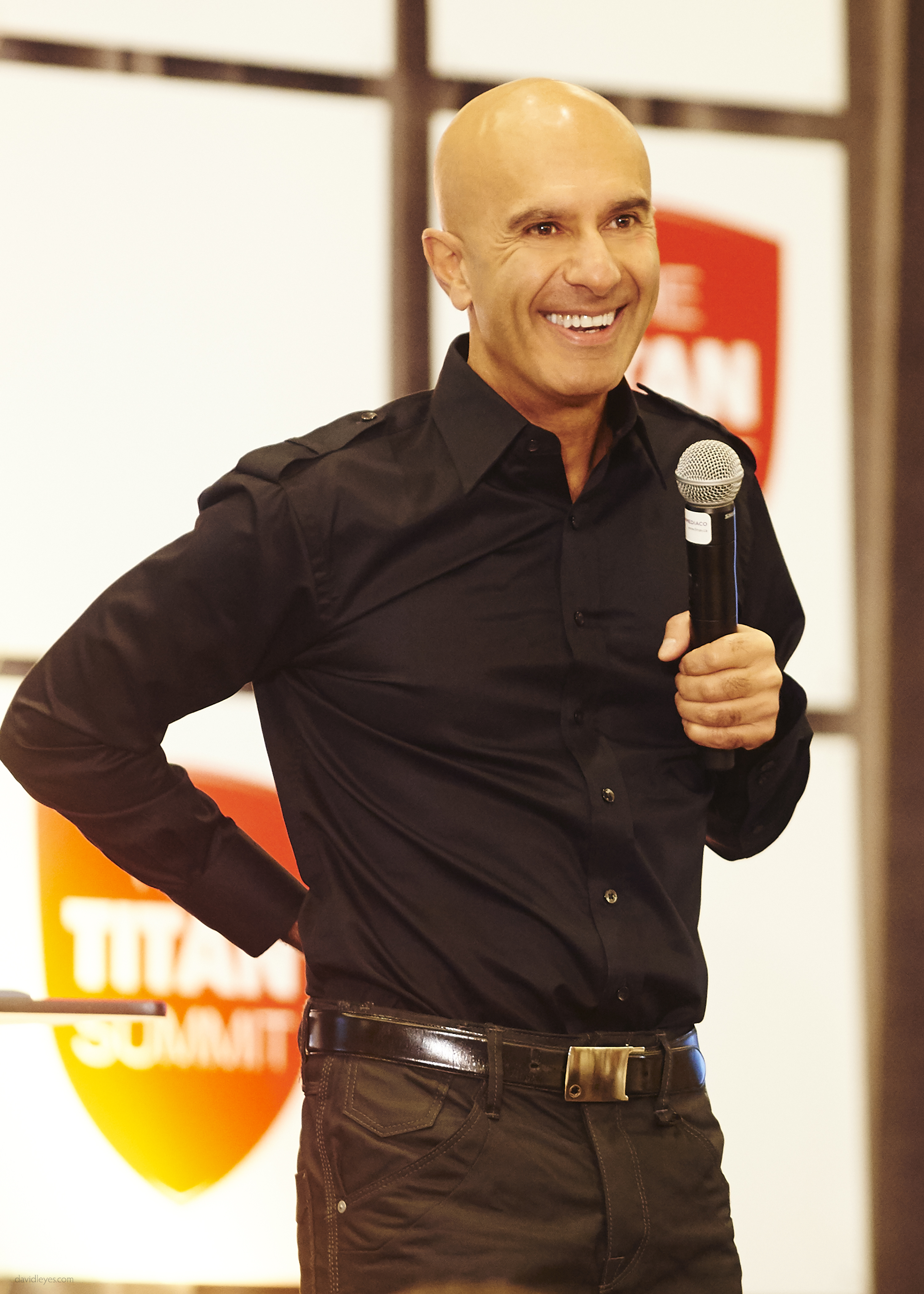
Robin Sharma (2015)

Robin Shilp Sharma (* 16. Juni 1964 in Mbale, Uganda) ist ein mauritianisch-kanadischer Autor, Philanthrop, Vortragsredner, Trainer und ehemaliger Anwalt.

## Leben
Robin Sharma wurde in Uganda in eine indische Familie geboren und wuchs in Kanada auf. Sein Vater stammt aus Jammu im Kaschmir, seine Mutter aus Nairobi. Sharma studierte Rechtswissenschaften an der Dalhousie University in Halifax. Er schloss sein Studium mit einem Master in Jura ab und arbeitete danach als Anwalt.
Sharma gab aber schließlich seinen Beruf und Lebensstil auf, um sich dem Schreiben und einer Karriere als Schriftsteller, Mentor und Dozent im Bereich Führung, Motivation, Persönlichkeitsentwicklung und Lebenszufriedenheit zu widmen. Er gründete die von ihm geführte Firma Sharma Leadership International Inc., die Beratungs- und Schulungsleistungen für Unternehmen und Institutionen wie General Electric, Nike, FedEx, die NASA, Unilever, Microsoft, BP, IBM, die Business School der Harvard University und die Yale University erbrachte.
Internationale Berühmtheit erlangte er mit dem 1997 veröffentlichten Buch The Monk Who Sold His Ferrari. Sharma hat zwölf weitere Bücher vorgelegt. 2012 erhielt er auch die Staatsbürgerschaft von Mauritius. Robin Sharma ist verheiratet und lebt mit seiner Frau Alka Sharma und seinen Kindern in Toronto.

## Publikationen (Auswahl)
- Megaliving!: 30 Days to a Perfect Life (1994)
- The Monk Who Sold His Ferrari (1997)
- Leadership Wisdom from the Monk Who Sold His Ferrari (1998)[9]
- Who Will Cry When You Die: Life Lessons from the Monk Who Sold His Ferrari (1999)[9]
- Family Wisdom from the Monk Who Sold His Ferrari (2001)
- The Saint, the Surfer, and the CEO (2002)
- The Greatness Guide: 101 Lessons for Making What's Good at Work and in Life Even Better (2006)[10]
- The Greatness Guide Book 2: 101 More Insights to Get You to World Class (2008)
- The Leader Who Had No Title (2010)[11]
- The Secret Letters of the Monk Who Sold His Ferrari (2011)
- Little Black Book for Stunning Success (2016)
- The 5 AM Club (2018)
- The Everyday Hero Manifesto (2021)
- Reichtum, den du mit Geld nicht kaufen kannst (2024)[12] - ISBN 978-3-95972-784-6